# Kate Nash
Kate Marie Nash (sinh ngày 06 tháng 7 năm 1987) là ca sĩ, nhạc sĩ người Anh. Trong giai đoạn năm 2007, đã đánh dấu bước thăng tiến mạnh mẽ khi trở thành một biểu tượng pop ở nước Anh. Album Foundations của cô đã có 5 tuần liền xếp vị trí thứ 2 trên bảng xếp hạng UK. Khi được phát hành tại Mỹ vào tháng 9, album Foundations của nữ ca sĩ 20 tuổi này cũng đã có được vị trí thứ 2 trên bảng xếp hạng những đĩa hát bán chạy nhất của Billboard Ngoài ra cô còn nhận được giải Nghệ sĩ tiên phong trong lễ trao giải thưởng âm nhạc Q Awards vào năm 2007 Nash sinh ngày 6 tháng 7 năm 1987 tại Harrow, Luân Đôn, cô là con của một người Anh và mẹ người Ailen tên Marie (nhũ danh Walsh), một y tá trong trại tế bần. Từ nhỏ cô đã đam mê và có năng khiếu âm nhạc. Cô bắt đầu sự nghiệp của cô trong năm 2005.